# 1004
1004 (MIV) je bilo prestopno leto, ki se je po julijanskem koledarju začelo na soboto.

## Dogodki

### Slovenija
- Nemški kralj Henrik II. podeli brixenškemu škofu Albuinu posest na Bledu. 1011 ↔
- Umrlega koroškega vojvodo Otona I. nasledi sin Konrad I.

### Evropa
- 14. maj - Kronanje Henrika II. za italijanskega kralja v Paviji. Nasprotnike, ki so se zbrali v mestu med kronanjem, ukaže Henrik pomoriti.
- Drugi danski vdor pod vodstvom Svena I. v Anglijo.
- Rimsko-nemški cesar Henrik II. napove vojno poljskemu vojvodi Boleslavu I. Hrabremu. Poljski vojvoda Boleslav izgubi Češko, ki si jo je leto poprej prisvojil kot vojvodino, a zasede Moravsko, Šlezijo in Lužice, ki jih obvaruje vse do leta 1018. Za češkega vojvodo je nastavljen nemška marioneta Jaromir.
- Henrik II. Nemški podeli Vojvodino Bavarsko svojemu svaku in grofu Henriku Luksemburškemu.
- Sančo III. Navarrski postane kralj Navarre, Aragonije in Kastilije.
- Danski kralj Sven I. uniči angleško mesto Norwich.
- Arabci s Sicilije openijo Piso. To leto je posebej na udaru italijanska obala Tirenskega morja.
- Papež Janez XVIII. ustanovi škofijo Merseburg, ki pokriva Saško Vzhodno marko.

### Azija
- Kitanski cesar Shengzong iz dinastije Liao porazi sosednje kitajsko cesarstvo Song, ki ga vodi cesar Zhenzong. Edina vojaška grožnja za dinastijo Liao ostane korejsko kraljestvo Goryeo.
- Turški sultan Mahmud Ghazni vdre v Pandžab v Indiji.

## Rojstva
- Nasir Hosrov, perzijski pesnik, teolog in filozof († 1088)

## Smrti
- 13. november - Abbon iz Fleuryja, benediktanski opat, svetnik (* 945)